# Thermo-Bekleidung
Thermo-Bekleidung ist ein Sammelbegriff. Zum einen steht er für winterwarm ausgestattete Bekleidung aus Stoffen im Baumwollcharakter, zum anderen für eine Spezial-Sportbekleidung.

## Sportbekleidung
Thermo-Bekleidung  im Sportbereich kommt unter anderem als Ski- und Langlaufbekleidung vor. Letztere besteht aus elastischen Maschenwaren oder bi-elastischen Stretchstoff mit einer Vliesstoff-Wattierung, zum Teil Bondings (Verbundstoffe) mit einem zusätzlichen Baumwoll-Interlock-Futter. Tauchanzüge isolieren ebenfalls sehr gut.

## Thermo-Bekeidung aus Stoffen im Baumwollcharakter
Thermo-Bekeidung aus Textilien im Baumwollcharakter besteht aus Stoffen mit relativ feinen Garnen auf der Oberfläche, bei denen die vor Kälte schützende Eigenschaft äußerlich nicht erkennbar ist. Die besondere Wärmehaltung entsteht durch die Verwendung von Wintercotton oder Thermo-Stoffen, im erweiterten Sinn auch durch Steppgewebe und durch eine entsprechende, winterlich warme Innenausstattung mit Flanell wolle oder ungesteppten mehrlagigen Stoffen mit einer Vliesabseite. Diese Verarbeitung ergibt bei einem relativ geringem Volumen eine gute Wärmeisolierung.